# Leposoma puk
Leposoma puk är en ödleart som beskrevs av Miguel Trefaut Rodrigues 2002. Arten ingår i släktet Leposoma och familjen Gymnophthalmidae. Inga underarter finns listade.